# Comparabus
ComparaBUS.com est un site internet qui compare les offres de billets de car longue distance en France. Il a été fondé en 2012 . Aujourd’hui, le site compare plusieurs modes de transport : car, train, covoiturage et avion.

## Historique
Le site a été lancé à la fin de 2012 par Rémy Mellet. Le marché de l’autocar longue distance en France a été libéralisé à la suite de la loi Macron datant d’août 2015. Avant cette libéralisation, les dessertes nationales n'étaient possibles que dans le cadre d'une liaison internationale (cabotage).
En novembre 2015, le site comptait plus de 50 000 visiteurs uniques. 

## Concurrence
Les principaux concurrents sur le marché de la comparaison de transport en ligne sont : SoBus, Kelbillet, GoEuro, Checkmybus, Vivanoda ou encore Busradar.

## Modèle économique
Le site est rémunéré via une commission. A chaque fois qu’un voyageur achète un billet, un pourcentage est reversé par la compagnie de transport choisie[réf. souhaitée].